# ラルフ・ワームリー・カーティス
ラルフ・ワームリー・カーティス（Ralph Wormeley Curtis、1854年8月28日 - 1922年2月4日）はアメリカ合衆国の画家、イラストレーターである。生涯の大部分をヨーロッパで過ごした。印象派のスタイルの絵画を描いた。

## 略歴
ボストンで生まれた。父親は有能な法律家、銀行家であった。母方の先祖には独立戦争の時、王党派であった有名な人物、ジョン・ランドルフ(1727-1784)がいて、祖父はイギリス海軍の提督になった人物である。母方の叔母に作家のエリザベス・ワームリー・ラティマー(Elizabeth Wormeley Latimer:1822–1904)がいる。
ハーバード大学を卒業した後、両親に美術を学ぶことを許され、パリの私立の美術学校アカデミー・ジュリアンに学び、ギュスターヴ・ブーランジェやジュール・ジョゼフ・ルフェーブル、ジョゼフ＝ニコラ・ロベール＝フルーリーに学んだ。カロリュス＝デュランのスタジオでも学び、同じようにカロリュス＝デュランに学んでいたジョン・シンガー・サージェント(1856-1925)と友人となり、サージェントの影響を受けることになった。
1878年に両親がヨーロッパに移住してきて、一緒にローマで過ごし、その後フィレンツェに邸を買って、多くの客を迎えて過ごすことになった。この邸に何度も訪れた有名な画家、ジェームズ・マクニール・ホイッスラーとも友人となった。パリに自らのスタジオを開き、1880年にはサージェントとオランダを旅し、17世紀の画家、フランス・ハルスの作品を研究し、多くの芸術家が集まったオランダの海岸の町スヘフェニンゲンで活動した
"。
1881年から1893年まで展覧会に多く出展し、1889年のパリ万国博覧会の展覧会に出展し佳作(Honorable Mention)を受賞した。裕福な実家からの援助もあり、絵を売って収入を得る必要は無かった。1897年に銃器メーカの創業者、コルト家の親戚の娘と結婚した。フランスのボーリュー＝シュル＝メールに住んで、その地で亡くなった。

## 作品

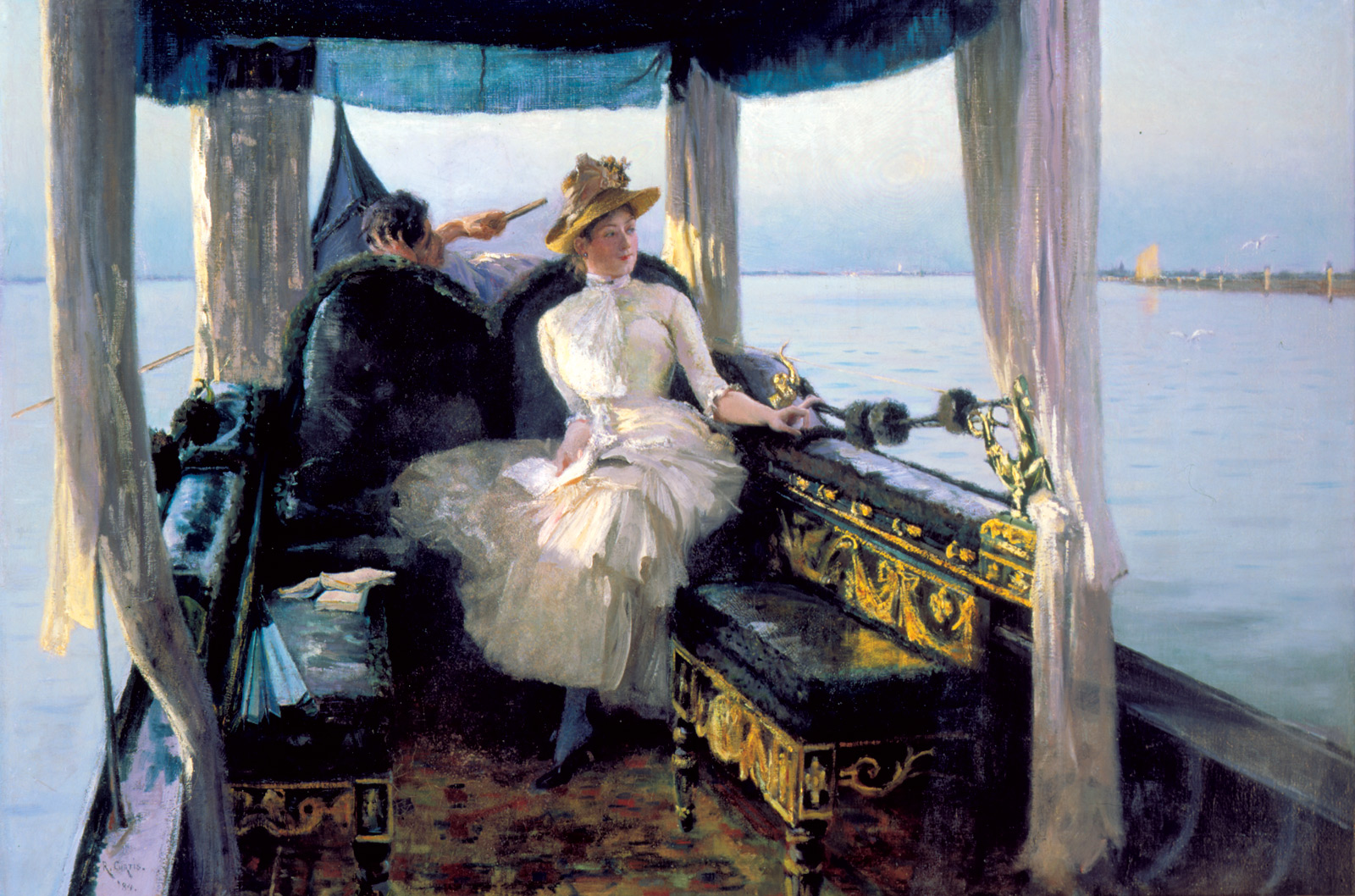
"Drifting with the Tide" (1884)
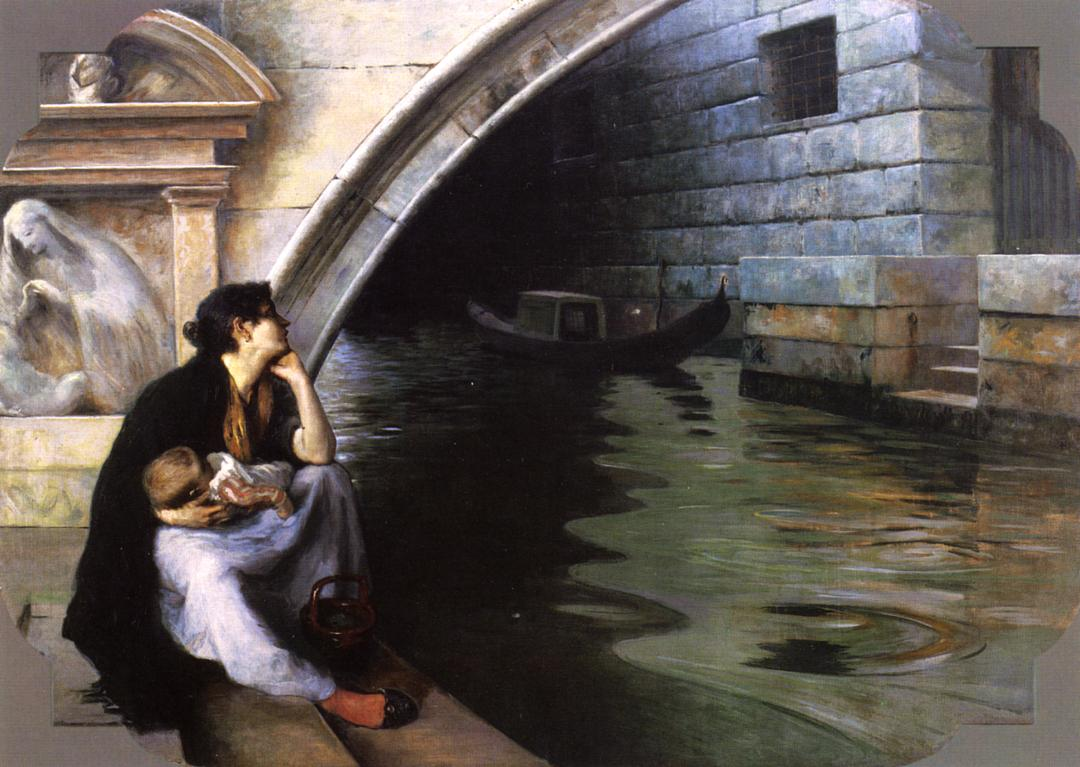
"The Bridge of Sighs, Venice"
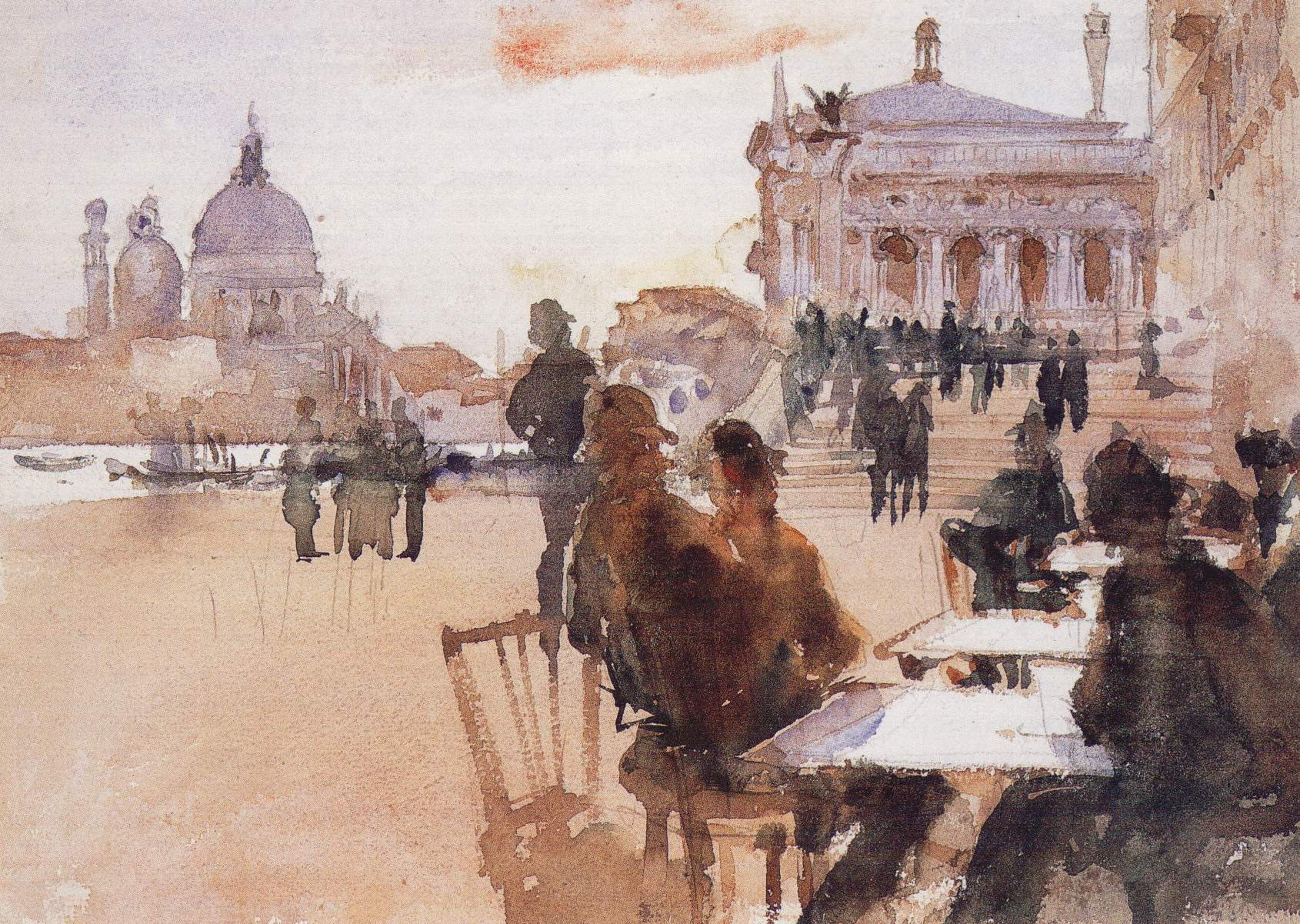
スキアヴォーニ河岸のカフェ (1880/1882)

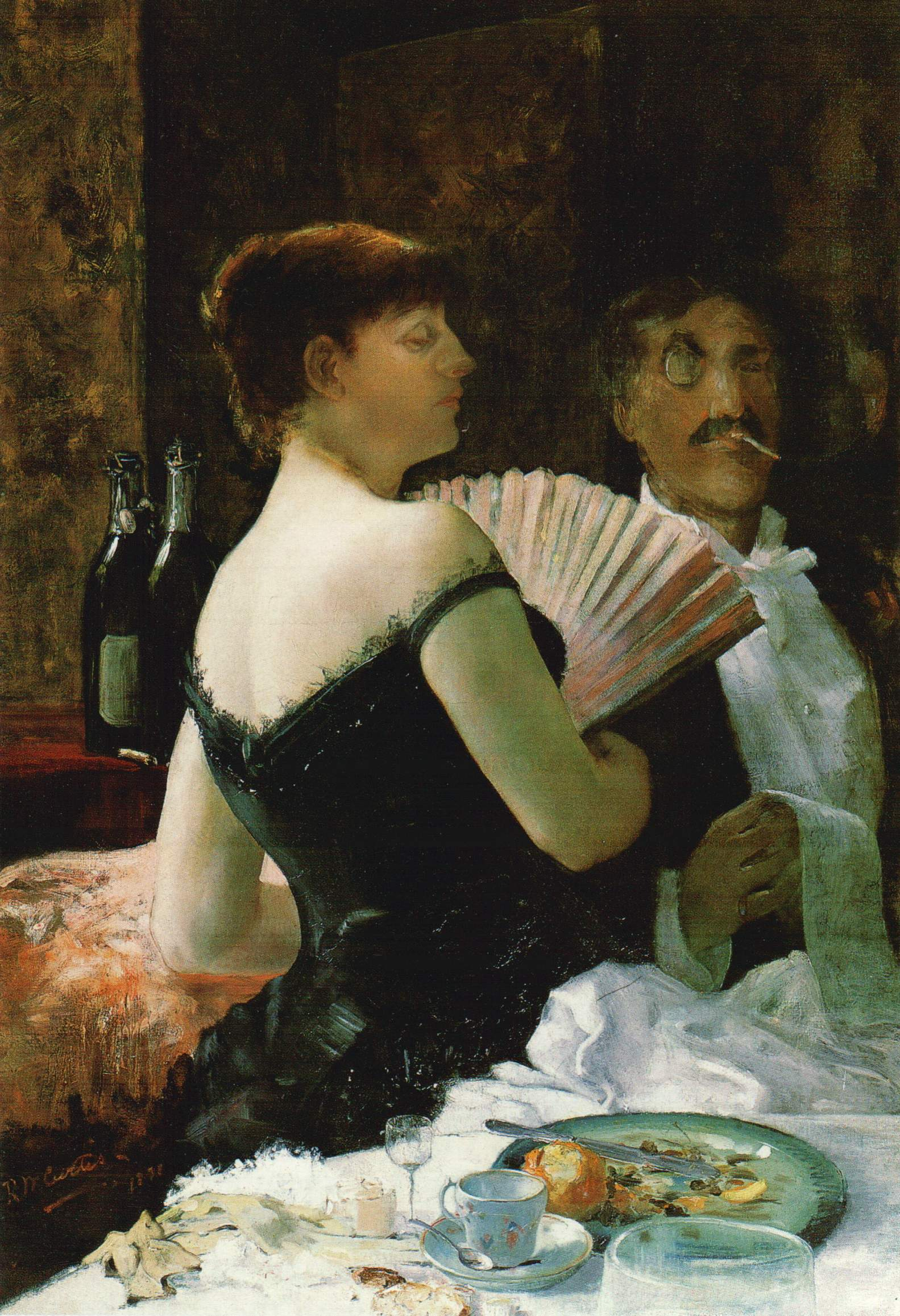
パーティーのホイッスラー (c.1879)
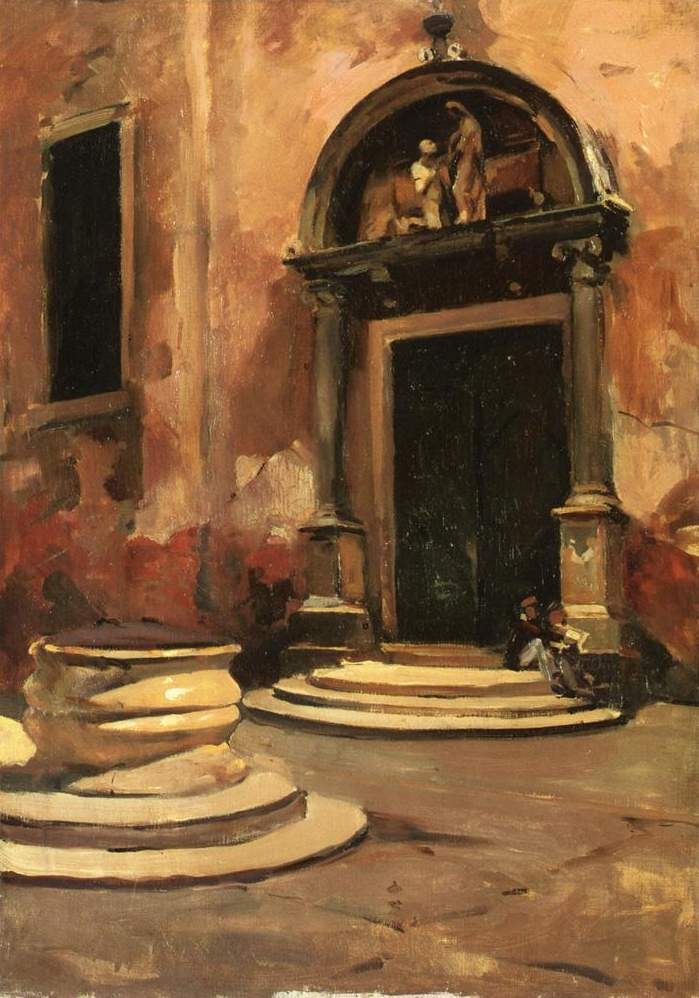
"Entrance of a little church"
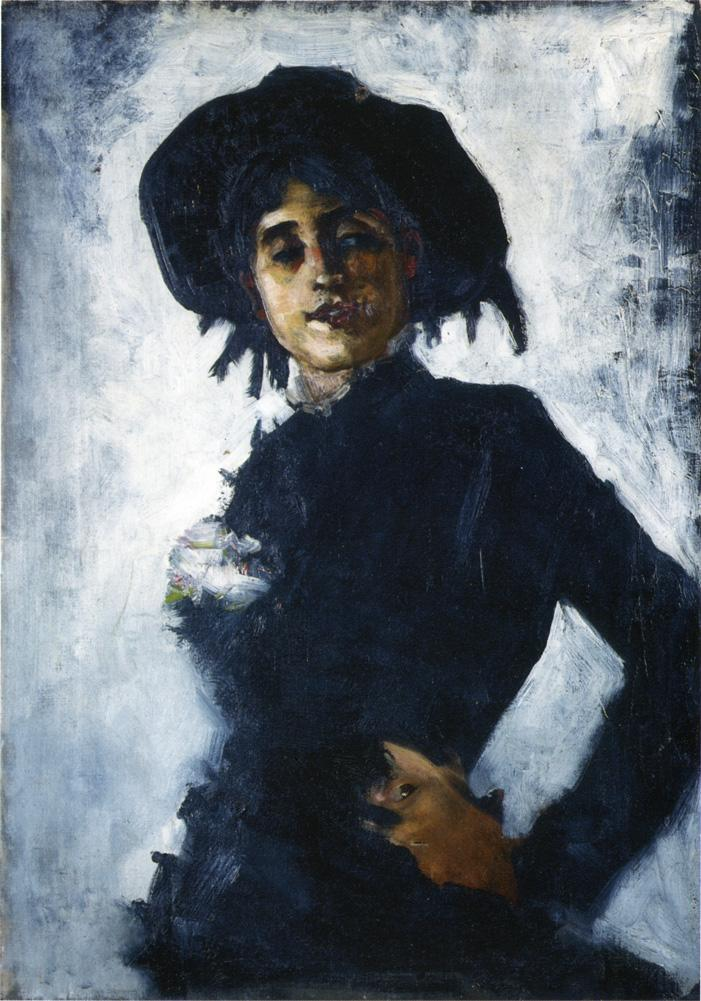
"Portrait of a Lady in a Black Hat"
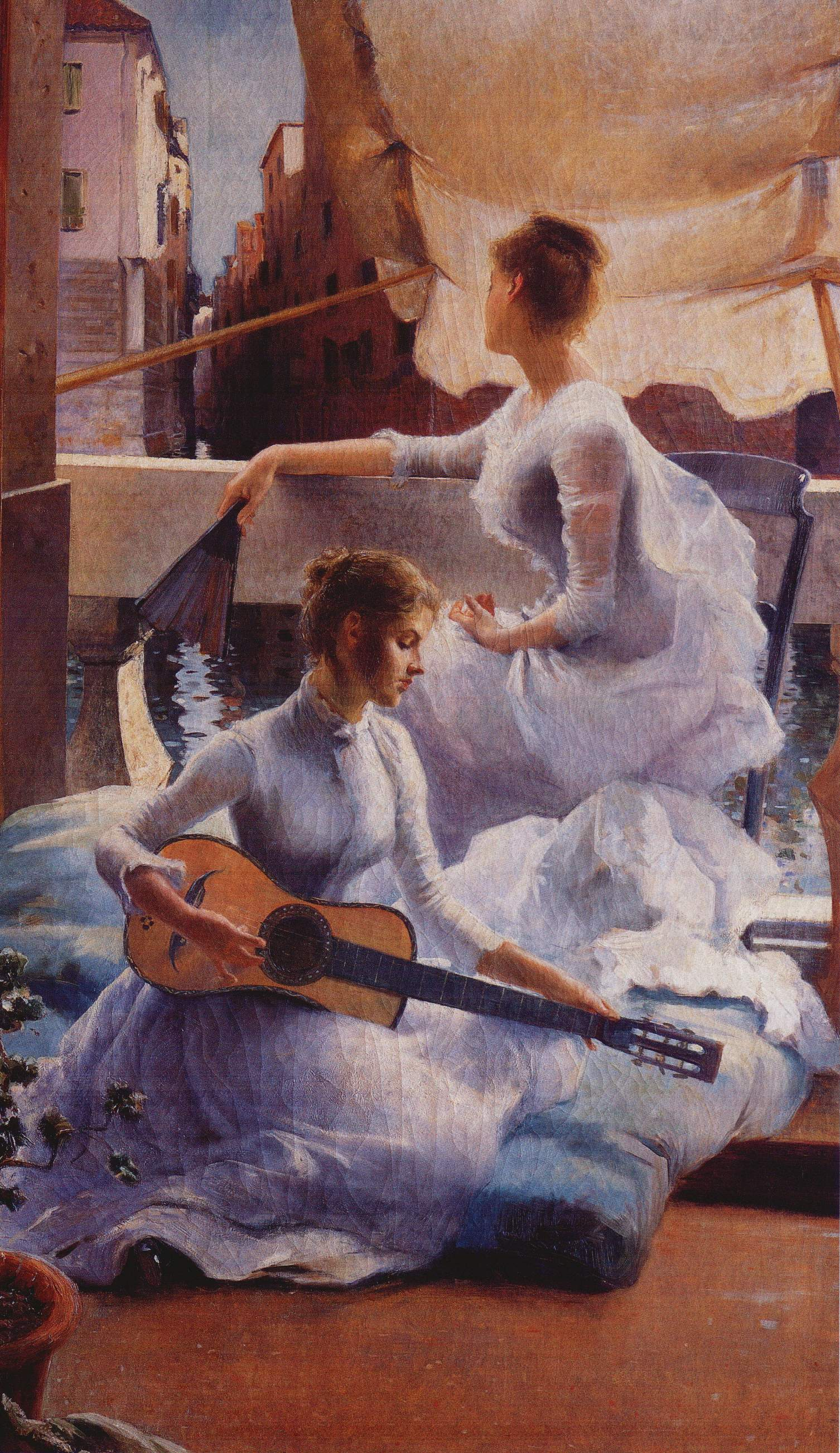